# 石井和徳
石井 和徳（いしい かずのり、1960年1月4日 - ）は、日本の実業家。ヒロセ電機社長。

## 来歴
新潟県出身。1982年3月 駒澤大学法学部卒業。同年4月ヒロセ電機入社。2007年 技術本部副本部長、
2008年 営業本部副本部長、2009年 執行役員、2010年取締役、2011年専務を歴任。
2012年6月、社長に就任。